# Maurizio Cattelan
Maurizio Cattelan (Pàdua, 21 de setembre de 1960) és un artista italià que viu a Nova York.

## Obres d'art
Maurizio Cattelan ha realitzat moltes de les seves obres més importants al centre històric de Milà a Viale Bligny, on ha viscut durant molt de temps.
Cattelan crea figures realistes i posa en escena situacions estranyes, còmiques i provocadores. Entre les seves instal·lacions sensacionals destaquen obres com La Nona Ora - La novena hora (1999), una figura del papa Joan Pau II colpejat per un meteorit. El 2001 va dissenyar Him (Praying Hitler), una figura infantil, petita i d'aspecte innocent i piadosament agenollat d'Adolf Hitler, subhastada el 2016 pel preu rècord de 17,2 milions de dòlars. Juntament amb Massimiliano Gioni i Ali Subotnick, va comissariar la quarta biennal de Berlín d'art contemporani el 2006, titulada Von Mäusen und Menschen. L'escultura L.O.V.E. (“libertà, odio, vendetta, eternità”, llibertat, odi, venjança, eternitat') fet de marbre de Carrara, també coneguda com "il dito", fou aixecada davant de la borsa de Milà l'any 2010 i representa una mà estesa fent la salutació romana, però amb tots els dits trencats excepte el del mig, amb la qual cosa l'escultura fa el gest del dit del mig, en el que és una caricatura del feixisme. La seva instal·lació America, una tassa de vàter totalment funcional feta amb or de 18 quirats, que el Museu Solomon R. Guggenheim havia construït en un lavabo existent el 2016 i que va ser robada d'una exposició al Palau de Blenheim el 2019, també va ser titular. El seu valor estimat és de 5,4 milions. Euro. Cattelan va provocar un enrenou amb un plàtan enganxat a la paret a la fira d'art Art Basel de Miami, que va ser menjat per l'artista d'acció David Datuna. Això només dona suport al seu estil narratiu artístic, diu Cattelan.

## Revista fotogràfica depaper higiènic
Juntament amb la fundació d'art grecoxipriota DESTE, Cattelan publica la revista fotogràfica Toiletpaper.

## Premis
- 2000: nominada al Premi Hugo Boss
- 2004: Premi Arnold Bode de la documenta City de Kassel
- Març 2009 (premi): Premi especial del jurat del XV. Quadriennal Roma 2008 per l'obra de la seva vida

## Exposicions
- 1993: Biennal de Venècia
- 1994: Musée National d'Art Moderne, París; PS1, Nova York
- 1997: Biennal de Venècia: pavelló italià juntament amb Enzo Cucchi i Ettore Spalletti
- 1997: Secessió de Viena, Viena
- 1998: Museum of Modern Art, Nova York; Kunsthalle de Basilea
- 1999: Biennal de Venècia - Arsenal 1999; Kunsthalle Basilea ; Galleria Massimo De Carlo, Milà 1999; Biennal Internacional de Melbourne 1999
- 2000: Marian Goodman Gallery, Nova York; Museu Migros d'Art Contemporani, Zuric; Parquet Publishers, Nova York; Expo 2000, Hannover
- 2001: Kunsthalle Wien ; Färgfabriken, Estocolm; Triennal de Yokohama
- 2003: Museu Ludwig, Colònia
- 2007: Museu d'Art Modern, Frankfurt
- 2008: Kunsthaus Bregenz, Bregenz; Sinagoga de Stommeln i església antiga de Stommeln, Pulheim[5][6]
- 2011/2012: Solomon R. Guggenheim Museum, Nova York[7]
- 2013: Fundació Beyeler, Riehen / Basilea
- 2019: Maurizio Cattelan al temple de Teseu de Viena[8]
- 2019: Victory Is Not an Option,, Palau de Blenheim, Regne Unit*

## Col·leccions públiques
- Museu Migros d'Art Contemporani
- Saatchi Gallery, Londres[9]